# Питерсбург (Илиноис)
Питерсбург (енгл. Petersburg) град је у америчкој савезној држави Илиноис. По попису становништва из 2010. у њему је живело 2.260 становника.

## Демографија
Према попису становништва из 2010. у граду је живело 2.260 становника, што је 39 (1,7%) становника мање него 2000. године.
| Група             | 2000.         | 2010.         |
| Белци             | 2.235 (97,2%) | 2.184 (96,6%) |
| Афроамериканци    | 25 (1,1%)     | 15 (0,7%)     |
| Азијати           | 5 (0,2%)      | 10 (0,4%)     |
| Хиспаноамериканци | 18 (0,8%)     | 18 (0,8%)     |
| Укупно            | 2.299         | 2.260         |